# Paretroplus maromandia
Paretroplus maromandia är en fiskart som beskrevs av Sparks och Reinthal, 1999. Paretroplus maromandia ingår i släktet Paretroplus och familjen Cichlidae. IUCN kategoriserar arten globalt som starkt hotad. Inga underarter finns listade i Catalogue of Life.